# Терминал (фильм)
«Терминал» (англ. The Terminal) — американская трагикомедия 2004 года режиссёра Стивена Спилберга. Главные роли сыграли Том Хэнкс и Кэтрин Зета-Джонс.
Слоган фильма — игра слов, его можно перевести и как «Жизнь — это ожидание», и как «Жизнь ждёт».

## Сюжет
Виктор Наворски прилетает в Нью-Йорк, но во время полёта в его родной стране Кракожии (вымышленная славяноязычная страна Восточной Европы) произошёл военный переворот и страна прекратила своё существование. Виза Виктора аннулируется ещё в полёте, поэтому он не может пройти паспортный контроль, но и улететь обратно тоже не может, ведь все рейсы в его страну отменены. Виктору с весьма скудными познаниями английского языка ничего не остаётся, как ночевать в транзитной зоне аэропорта у выхода № 67. Начальник службы безопасности аэропорта Фрэнк Диксон хочет как можно быстрее избавиться от нежелательного постояльца — скоро будет проверка безопасности аэропорта специалистами АНБ и ФБР. Сначала он пытается заставить Виктора просто сбежать, когда охранники сменяются на посту. Но Виктор, испугавшись, не убегает. Потом Диксон предлагает Виктору попросить политического убежища в США, но тот отказывается.
Проходит некоторое время, и Виктор начинает голодать. Он находит оригинальный способ заработать деньги — возвращает багажные тележки в особый терминал, выдающий 25 центов за одну тележку. Диксон в попытке избавиться от Виктора учреждает новую должность «возвращателя тележек», чем лишает Виктора заработка. Но на помощь Наворски приходит развозчик еды Энрике, предложив сделку: Виктор передаёт любовные послания паспортистке Долорес (Виктор каждый день ходит к ней в надежде на предоставление права въезда в США), а Энрике кормит его едой, украденной из ресторана готового питания авиапассажиров. В итоге Энрике и Долорес сыграли свадьбу.
Виктор испытывает непростые чувства к чудаковатой стюардессе Амелии. Это стимулирует его учить английский язык. Купив две одинаковые брошюры на русском и английском и сравнивая тексты, он занимается изучением языка, которым изначально почти не владел.
На родине Наворски был строителем. Ночуя в ремонтируемом крыле аэропорта, он натыкается на оставленные материалы и инструменты и, соскучившись по работе, за ночь обшивает одну из стен. Утром руководитель работ по достоинству оценивает качество сделанного и берёт Виктора на работу. Диксон, узнав, что Наворски получает жалованье выше, чем он, озлобляется ещё больше.
Постепенно честный, порядочный и трудолюбивый Виктор обзаводится друзьями из числа работников аэропорта и расположенных там магазинчиков и ресторанов. В это время завязывается роман между Виктором и Амелией.
Виктора в день проверки запирают в камеру временного содержания, но Диксону потребовалась его помощь: один из пассажиров по фамилии Милодрагович, русский, перевозит лекарства для своего умирающего отца, но не имеет необходимых документов и только Наворски может с ним поговорить из-за схожести славянских языков. В ходе эмоциональной сцены Виктор объясняет Диксону всю ситуацию, но тот непреклонен: пассажира депортировать, а лекарства оставить. Виктору удаётся вернуть лекарства Милодраговичу, сказав Диксону, что таблетки предназначены для козы. Взбешённый начальник службы безопасности аэропорта знает, что на ветеринарные препараты разрешения не нужно, но не может ничего сделать, кроме как объявить Виктору войну. Приукрашенная история, пересказанная персоналу аэропорта уборщиком-индийцем Гуптой, делает Виктора героем. Он получает прозвище «Человек-коза», а копии снимка его ладони, полученные во время разговора с Диксоном, развешиваются служащими по всему зданию.
Диксон задерживает Амелию после рейса и рассказывает ей страшную историю о «человеке без паспорта». Она требует от Виктора объяснений и тот рассказывает ей, зачем он приехал в Нью-Йорк: его покойный отец случайно увидел в газете знаменитую фотографию и до самой своей смерти коллекционировал автографы джазменов, но так и не успел получить последний, от саксофониста Бенни Голсона; именно за ним приехал Виктор.
9 месяцев спустя война в Кракожии заканчивается. Амелия через любовника в Вашингтоне достаёт Виктору однодневную американскую визу. Но Диксон шантажирует Наворски: если тот сейчас же не улетит домой, то Диксон с помощью компромата уволит и отдаст под суд друзей Виктора — Энрике и Гупту, причем последнего депортируют в Индию. Чтобы помочь Виктору осуществить его план и получить заветный автограф, Гупта останавливает самолёт, летящий в Кракожию, выбежав перед шасси, задерживает рейс и спокойно ждет своей депортации. Наворски попадает в Нью-Йорк, у него есть всего два часа; за это время он находит джазмена и берёт у него последний автограф для коллекции отца.

## В ролях
| Актёр              | Роль                                                 |
| ------------------ | ---------------------------------------------------- |
| Том Хэнкс          | Виктор Наворски                                      |
| Кэтрин Зета-Джонс  | стюардесса Амелия Уоррен                             |
| Майкл Нури         | Макс                                                 |
| Конрад Пла         | офицер                                               |
| Марк Иванир        | таксист Горан                                        |
| Стэнли Туччи       | начальник службы безопасности аэропорта Фрэнк Диксон |
| Чи Макбрайд        | Мулрой                                               |
| Кумар Паллана      | уборщик Гупта Райан                                  |
| Диего Луна         | развозчик еды Энрике Круз                            |
| Зои Салдана        | паспортистка Долорес Торрес                          |
| Барри Шабака Хенли | Рэй Тёрмен                                           |
| Валерий Николаев   | Милодрагович                                         |
| Гильермо Диас      | Бобби                                                |
| Кори Рейнольдс     | служащий в аэропорту                                 |
| Бенни Голсон       | камео                                                |

## Реальная история
В основе сюжета лежит реальная история, произошедшая в 1988 году с иранским беженцем Мехраном Карими Нассери, который был вынужден прожить 18 лет (до 2006 года) в парижском аэропорту, поскольку все его документы были украдены.
Известно ещё несколько подобных случаев:
- в аэропорту Милана более 6 лет прожила женщина, которая из-за бюрократических препятствий не могла попасть домой на Маврикий[3].
- в аэропорту Майорки 4 года проживал немецкий инженер, который поселился в аэропорту после того, как у него кончились деньги. Покинуть дом немца заставила измена жены[4].
- японский блогер Масааки Танака в течение месяца не мог покинуть терминал аэропорта из-за просроченной визы. Кроме того, у Танаки не было денег, чтобы заплатить сбор за вылет из Тайбэя или хотя бы купить себе еды (турист провёл месяц в аэропорту на васаби[5] и соевом соусе).
- в 2018 году британец Стивен Бирд из-за просроченного вида на жительство провёл две недели в аэропорту Пулково[6].
- Житель Йыхви (Эстония) Роман Трофимов 20 марта 2020 года прилетел на Филиппины и застрял в аэропорту Манилы, так как страну закрыли на карантин из-за коронавируса. Вернуться на родину он не мог, потому что авиакомпания AirAsia, которой он прилетел, забрала его паспорт негражданина и прекратила полеты. Роман прожил в аэропорту Манилы 109 дней[7].

## Съёмки
В поисках подходящей локации Спилберг посетил множество аэропортов по всему миру, но руководство ни одного из этих аэропортов не дало разрешения на длительные съёмки в настоящих пассажирских терминалах. Массивные, способные выдержать землетрясение съёмочные декорации были возведены в гигантском ангаре в региональном аэропорту лос-анджелесского пригорода Палмдейл (высота потолков в ангаре составляла 22 метра, ранее там располагался сборочный цех для самолётов Rockwell B-1 Lancer). Хотя декорации изображали аэропорт Джона Кеннеди, за основу был взят один из терминалов аэропорта Дюссельдорфа. Наружные сцены снимались в монреальском аэропорту Мирабель.

## Интересные факты
Государство Кракожия было придумано специально для фильма. Его название вдохновлено именем старейшего существующего польского футбольного клуба «Краковия» (Cracovia), основанного в 1906 году в одном из любимых городов Спилберга — Кракове в Польше.
Точное расположение Кракожии специально оставлено неопределённым, чтобы Виктор Наворски мог оставаться просто восточноевропейцем или жителем бывшей советской республики. Тем не менее, в одной из сцен фильма, в репортаже о конфликте, на экране телевизора в аэропорту мельком показывается карта Кракожии: её границы совпадают с границами Северной Македонии. Из фильма также становится ясно, что Кракожия граничит с Россией, кракожский язык близок к русскому.
Изображённый герб на обложке заграничного паспорта Виктора Наворски представляет собой колосья, изогнутые в форме венка, и пятиконечную звезду, что похоже на паспорта, выдаваемые в бывшем СССР и Народной Республике Болгарии.
Чтобы язык, на котором говорит Виктор Наворски, не был конкретизирован, в фильме нет ни одной переведённой реплики с «кракожского». Однако в субтитрах обозначено: говорит на болгарском; ругается на болгарском.
Русский язык, который обязательно изучали и использовали в республиках бывшего СССР, предполагал, что болгарин может свободно общаться с русским на русском языке. Но в сцене с русскоязычным пассажиром Наворски отвечает ему на болгарском. Из-за скромного количества реплик на кракожском сам Том Хэнкс признаётся, что выучил их с помощью своей жены Риты Уилсон и её отца Алана Уилсона (по происхождению помака). Эти реплики написаны на современном болгарском языке, но из-за особенностей артикуляции Хэнкса они непонятны болгарским зрителям.
Полное имя отца героя Тома Хэнкса в фильме — Димитр Асенов Наворски. Имя структурировано в соответствии с болгарскими традициями. Имя «Димитр» и отчество «Асенов» — традиционные имена Болгарии эпохи Средневековья, связанные с покровительством Святого Димитра Солунского и династией Асеней.
Фамилия «Наворски» заимствована из Польши.
Джон Уильямс, композитор музыки к фильму, написал национальный гимн для Кракожии.